# Hamilton Bulldogs (OHL)
Hamilton Bulldogs – kanadyjski klub hokeja na lodzie z siedzibą w Hamilton, Ontario, grający w lidze OHL.

## Historia
12 marca 2015, Michael Andlauer wykupił Belleville Bulls i ogłosił, że zespół zostanie przeniesiony do Hamilton. Nazwa klubu została zmieniona na Hamilton Bulldogs. Mecze domowe klubu miały być rozgrywane w FirstOntario Centre (znane jako Copps Coliseum do 2014), począwszy od sezonu 2015/16.
Poprzedni klub Hamilton Bulldogs, który grał w American Hockey League od 1996, został wykupiony przez Montreal Canadiens i przeniesiony do St. John’s, Nowa Fundlandia i Labrador jako St. John’s IceCaps.